# Tyrone Pandy
Tyrone Pandy (sinh ngày 14 tháng 1 năm 1986) là một cầu thủ bóng đá người Belize hiện tại thi đấu cho Belmopan Bandits Sporting Club và đội tuyển bóng đá quốc gia Belize ở vị trí hậu vệ.